# Özmaktaş-Özaltın Makina Otomotiv
Özmaktaş-Özaltın Makina Otomotiv Sanayi Ve Ticaret A.Ş. war ein Kraftfahrzeughersteller mit Sitz in Adana in der Türkei, geleitet von Edip Özaltın. Der Produktionszeitraum war etwa von 1999 bis 2009.
Im Modellprogramm des Unternehmens standen Lizenzprodukte verschiedener Hersteller aus Asien. Zumindest ein Modell wurde unter dem Markennamen Özaltin vertrieben. Überliefert sind Pick-ups, Kleinbusse und Pritschenwagen.
Das Modellprogramm beinhaltete die Modelle Silver, Platin, Gold, Kristal und Sedef.